# Hypoplectrus aberrans
Hypoplectrus aberrans, thường được gọi là cá mú bụng vàng, là một loài cá biển thuộc chi Hypoplectrus trong họ Cá mú. Loài này được mô tả lần đầu tiên vào năm 1868.

## Phân bố và môi trường sống
H. aberrans có phạm vi phân bố ở Tây Bắc Đại Tây Dương. Loài này được tìm thấy từ mũi Canaveral, bang Florida, dọc theo bờ biển đông nam Hoa Kỳ, bao gồm Bahamas, trải rộng xuống phía nam và phía đông vịnh Mexico và khắp vùng biển Caribe (xuất hiện khắp Antilles). H. aberrans sống đơn độc xung quanh các rạn san hô ở độ sâu khoảng từ 3 đến 15 m.

## Mô tả
H. aberrans trưởng thành có kích thước tối đa được ghi nhận là khoảng 13 cm. Cũng như những thành viên khác trong chi Hypoplectrus, H. aberrans là một loài lưỡng tính. Đỉnh đầu, thân trên và gai vây lưng có màu xanh thẫm đến nâu xám; phần cơ thể còn lại và các vây có màu vàng. Vùng tiếp giáp giữa màu nâu và màu vàng trên cơ thể khác nhau, và đôi khi toàn bộ vây lưng có màu xám đen.
Số gai ở vây lưng: 10; Số tia vây mềm ở vây lưng: 14 - 17; Số gai ở vây hậu môn: 3; Số tia vây mềm ở vây hậu môn: 7; Số tia vây mềm ở vây ngực: 18 - 19; Số vảy đường bên: 48 - 53; Số lược mang: 17 - 23.
Thức ăn của H. aberrans là các loài động vật giáp xác (chủ yếu là tôm). Loài này hiếm khi được thu thập trong buôn bán cá cảnh.